# Пилоносая акула
Пилоно́сая аку́ла или плиотрема (лат. Pliotrema warreni) — единственный вид рода Pliotrema семейства пилоносых акул. Эти акулы обитают только у берегов Южной Африки. В отличие от других пилоносых имеют не 5, а 6 жаберных щелей, кроме того, ростральные зубцы имеются по бокам головы, а усики сдвинуты ближе ко рту. Максимальная зарегистрированная длина 136 см. Эти акулы размножаются яйцеживорождением. Рацион состоит из мелких рыб, кальмаров и ракообразных. Представляет незначительный интерес для коммерческого рыбного промысла.

## Таксономия
Впервые вид был научно описан в 1906 году. Синтипы представляют собой самку длиной 80 см, пойманную у побережья Квазулу-Наталь, ЮАР, на глубине 73 м и заспиртованный скелет самки длиной 70 см, добытой у Мыса Доброй Надежды. Название рода происходит от слов др.-греч. πλείων  — «больше числом» и др.-греч. τρῆμα — «вырез», «дырка» и связано с наличием шестой жаберной пары. Вид назван в честь Эрнеста Уоррена Архивная копия от 3 марта 2014 на Wayback Machine, директора Правительственного музея Наталь Архивная копия от 4 марта 2014 на Wayback Machine, приславшего образцы Британскому музею.

## Ареал
Пилоносые акулы являются эндемиками умеренных и субтропических вод западной части Индийского океана. Они обитают у побережья ЮАР, у юго-восточного берега Мадагаскара и на юге Мозамбика. Эти акулы предпочитают находиться на шельфе или в верхней части материкового склона на глубине порядка нескольких десятков метров, однако могут плавать и на глубине до 500 метров. Вероятно, природные питомники расположены на побережье Квазулу-Наталь.

## Описание
У пилоносых акул вытянутое, стройное, слегка приплюснутое, но не уплощённое как у скатов тело. Голова также слегка приплюснута, но не растянута латерально. Рыло удлинённое и приплюснутое, вытянутое в виде пилообразного рострума с латеральными зубцами. Крупные зубцы чередуются с мелкими. Края крупных зубцов зазубрены. Два спинных плавника лишены шипов у основания. Анальный плавник отсутствует. Основание первого спинного плавника расположено на уровне пространства между грудными и брюшными плавниками. Грудные плавники довольно крупные, но не крыловидные. Брюшные плавники маленькие. Рот маленький, изогнутый и короткий, расположен перед глазами. На нижней поверхности рыла располагается пара усиков, выполняющая функции осязания. Имеются назальные желобки, не соединяющиеся со ртом. Губные бороздки короткие. Овальные довольно крупные глаза вытянуты по горизонтали. Третье веко отсутствует. Характерной особенностью этого вида являются 6 пар жаберных щелей. Позади глаз имеются крупные брызгальца. Хвостовой плавник асимметричный, верхняя лопасть удлинена, нижняя отсутствует. Имеются 6 пар жаберных щелей. Размер взрослых особей составляет 80—110 сантиметров, достигая порой 170 см.

## Биология
Пилоносые акулы размножаются яйцеживорождением. В помёте от 5 до 7 новорожденных длиной 35—37 см. Вероятно, ростральные крупные зубцы прорезываются незадолго до рождения, но, чтобы не нанести матери вреда они остаются прижатыми к роструму, а мелкие появляются между крупными уже после появления на свет, тогда же распрямляются и крупные зубцы.
Рацион состоит из мелких рыбы, в том числе хампсодоны, креветки и кальмары. Наблюдается пространственная сегрегация по возрасту: молодые акулы держатся на мелководье, тогда как взрослые предпочитают более глубокие воды. Самцы и самки достигают половой зрелости при длине 83 см и 110 см соответственно. Длинный чувствительный рострум имеет боковую линию, способную улавливать вибрацию, и оснащён электрорецепторами. Плоская голова и рыло, крупный затылочный мыщелок и специализированные шейные позвонки позволяют пилоносым акулам использовать рострум как мощное оружие, чтобы рыться в грунте и убивать жертву. Однако подобное поведение не было зафиксировано воочию, поскольку, в отличие от пилорылых скатов, этих акул не удаётся содержать в неволе. Очень короткие челюсти и удлинённая ротовая и жаберные полости дают основание предположить, что пилоносые акулы способны внезапно засасывать жертву.

## Взаимодействие с человеком
Пилоносые акулы не представляют опасности для человека, однако при обращении с ними следует соблюдать осторожность, поскольку острые ростральные зубцы способны сильно поранить. Вид не представляет интереса промыслового рыболовства. Однако интенсивный лов рыбы с использованием донных тралов у берегов ЮАР и Мозамбика наносит урон популяции, так как из-за большого зубастого рыла она запутывается в сетях. Международный союз охраны природы присвоил этому виду статус сохранности «Вызывающий наименьшие опасения».